# Chris Birchall
Christopher "Chris" Birchall (Stafford, Inglaterra, 5 de mayo de 1984) es un exfutbolista británico-trinitense que jugaba como centrocampista.
Fue internacional con Trinidad y Tobago, ya que su madre nació en Puerto España, y disputó la Copa Mundial de Fútbol de 2006.

## Selección nacional
Ha sido internacional con la selección de fútbol de Trinidad y Tobago; ha jugado 43 partidos y ha marcado 4 goles en su carrera.

### Participación en copas del mundo
| Mundial                        | Sede     | Resultado    |
| ------------------------------ | -------- | ------------ |
| Copa Mundial de Fútbol de 2006 | Alemania | Primera fase |

### Participaciones en la Copa de Oro de la Concacaf
| Copa                            | Sede           | Resultado        |
| ------------------------------- | -------------- | ---------------- |
| Copa de Oro de la Concacaf 2005 | Estados Unidos | Primera fase     |
| Copa de Oro de la Concacaf 2013 | Estados Unidos | Cuartos de final |

## Clubes
| Club                   | País           | Año       |
| ---------------------- | -------------- | --------- |
| Port Vale              | Inglaterra     | 2001-2006 |
| Coventry City          | Inglaterra     | 2006-2007 |
| Saint Mirren           | Escocia        | 2007      |
| Carlisle United        | Inglaterra     | 2008      |
| Brighton & Hove Albion | Inglaterra     | 2009      |
| Los Ángeles Galaxy     | Estados Unidos | 2009-2011 |
| Columbus Crew          | Estados Unidos | 2012      |
| Port Vale FC           | Inglaterra     | 2013-2016 |
| Kidsgrove Athletic     | Inglaterra     | 2016-2017 |

## Palmarés

### Campeonatos nacionales
| Título                 | Club               | País           | Año  |
| ---------------------- | ------------------ | -------------- | ---- |
| MLS Supporters' Shield | Los Ángeles Galaxy | Estados Unidos | 2010 |
| Conferencia Oeste      | Los Ángeles Galaxy | Estados Unidos | 2009 |